# Rezerwat przyrody Jezioro Ciche
Rezerwat przyrody Jezioro Ciche – torfowiskowy rezerwat przyrody położony w gminie Osie (powiat świecki, województwo kujawsko-pomorskie), na obszarze Wdeckiego Parku Krajobrazowego. Obejmuje Jezioro Ciche i jego otoczenie, w tym mniejsze jezioro Żabinek. Zajmuje powierzchnię 37,96 ha. Utworzony został w roku 1994.

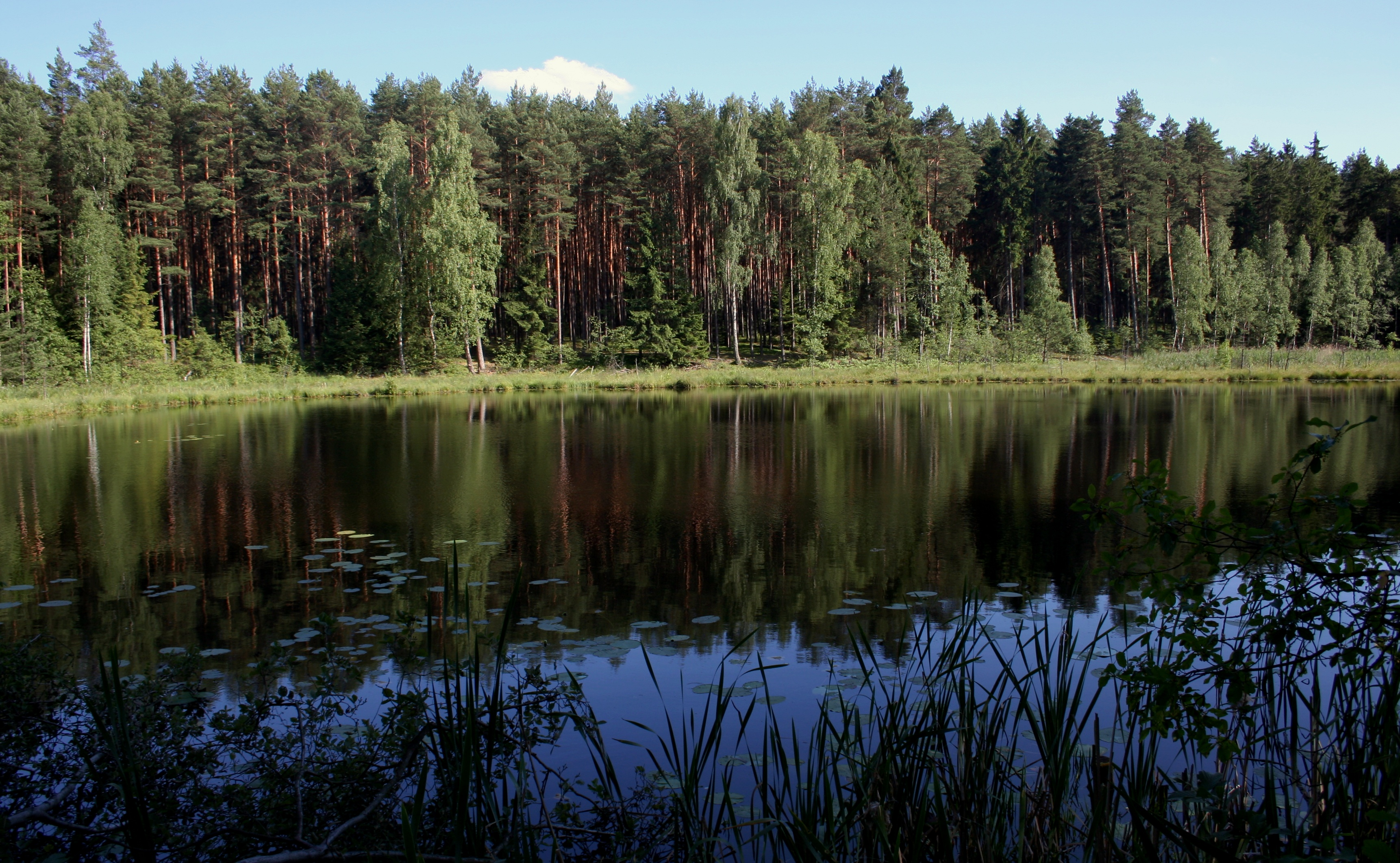
Znajdujące się na terenie rezerwatu jezioro Żabinek

Celem ochrony rezerwatu jest zachowanie ze względów naukowych, dydaktycznych, krajobrazowych i turystycznych malowniczo położonych śródleśnych jezior wraz z ich otoczeniem i unikalną w tej części Borów Tucholskich roślinnością wodną i torfowiskową.
Według ustanowionego w grudniu 2018 planu ochrony, cały obszar rezerwatu podlega ochronie czynnej (wcześniej 1,68 ha było objęte ochroną ścisłą).
Znajduje się tu wiele rzadkich gatunków roślinności wodnej, bagiennej czy też podlegający ochronie grąd subkontynentalny.

## Flora
- bagnica torfowa
- lilia wodna
- listera jajowata
- turzyca sztywna
- turzyca bagienna
- wawrzynek wilczełyko
- kruszczyk szerokolistny

Znajduje się w nim zespół roślinny mszaru kępkowego z torfowcem magellańskim.